# Bruno Aerts

Bruno Aerts (Deurne, 1967) was tot 31 augustus 2024 bisschoppelijk vicaris van het bisdom Antwerpen.
Hij is geboren in Deurne en opgegroeid in Hoogstraten. Hij heeft de humaniora gedaan in het Klein Seminarie (Hoogstraten). Hij heeft kandidatuur Godsdienstwetenschappen en licentiaat Theologie in Leuven gedaan. Hij woonde in de abdij van Keizersberg tijdens zijn studies. Daarna deed hij een aanvraag bij de norbertijnen van de abdij van Postel. Daar bekwaamde hij zich eerst in middeleeuwse filosofie in het kader van maatschappijleer en daarna specialiseerde hij zich in Rome in moraalleer tot 1994. Op 27 augustus 1994 werd hij in de abdij tot priester gewijd door bisschop Paul Van den Berghe. Zijn doctoraatsthesis verdedigde hij in Rome in 1997, deze ging over de Sociale leer van de Rooms-Katholieke Kerk en de Regel van Augustinus uit de derde vierde eeuw, geprojecteerd in onze huidige maatschappij. Daarna werd hij prior in de abdij van Postel, in 2001 werd hij eerst ziekenhuispastor in Gasthuisberg en daarna in het Catharina Ziekenhuis in Eindhoven.

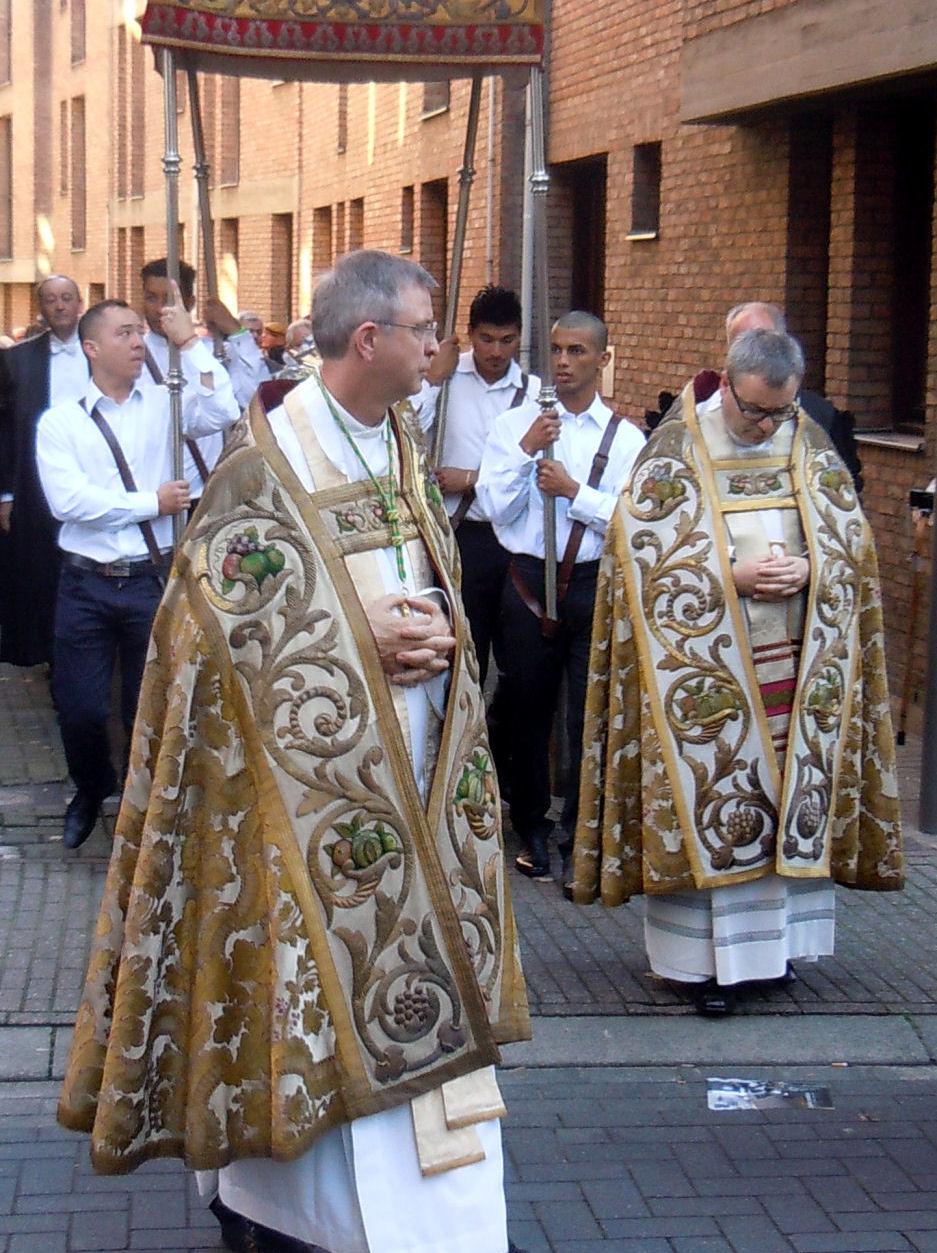
Links Johan Bonny, rechts Bruno Aerts

Op zondag 1 juli 2012 werd hij pastoor van de Antwerpse parochie Sint-Jacob de Meerdere,  in de monumentale Sint-Jacobskerk van Antwerpen die een sterke geschiedenis heeft met de Antwerpse gilden uit de middeleeuwen. In 2014 werd hij vicaris-generaal voor het bisdom Antwerpen onder bisschop Johan Bonny. Sinds september 2022 is Bruno Aerts geen vicaris-generaal meer maar bisschoppelijk vicaris van het vicariaat Diocesane Diensten van het bisdom Antwerpen.